# کنو سیتی
کنو سیتی (به انگلیسی: Keno City) یک منطقهٔ مسکونی در کانادا است که در یوکان واقع شده‌است. کنو سیتی ۲۴ نفر جمعیت دارد.